# Erschließungsbeitrag
Der Erschließungsbeitrag ist eine vom Grundstückseigentümer, Erbbauberechtigten oder Gebäudeeigentümer zu entrichtende Kommunalabgabe, mit der die Kommune die Erschließung eines Grundstücks, insbesondere eines Baugrundstückes, finanziert.

## Allgemeines
Erschließung bedeutet dabei die Herstellung der Nutzungsmöglichkeiten von Grundstücken durch Anschluss an Ver- und Entsorgungsnetze wie Elektrizität, Gas, öffentliche Wasserversorgung und Kanalisation (technische Erschließung) sowie den Anschluss an das Wegenetz (verkehrsmäßige Erschließung). Der Erschließungsbeitrag wird als Kostenersatz für die Herstellung von Teilanlagen einer Straße wie die Fahrbahn, Mischflächen, Gehwege, Straßenbeleuchtung, Straßenentwässerung, Parkflächen, Radwege, Verkehrsgrün sowie die Kosten für den Erwerb des Straßenlandes von den Gemeinden gefordert. Eine wichtige rechtliche Voraussetzung für die Beitragserhebung ist, dass die Straße für den öffentlichen Verkehr gewidmet ist.
Eine bestehende Erschließung ist Voraussetzung für die Bebaubarkeit eines Grundstücks. Sie ist also Voraussetzung dafür, dass aus Bauerwartungsland Bauland wird. Eine Baugenehmigung wird im Allgemeinen nur dann erteilt, wenn auch die Erschließung des Grundstückes gesichert ist.
Zur Abgrenzung zu anderen Bedeutungen des Ausdrucks spricht man auch von Baulanderschließung, womit man immer die technische Erschließung sowie die Erschließung für den Straßenverkehr meint.
Analog zur Erhebung von Erschließungsbeitrag für den erstmaligen Bau von Straßen wird von den Kommunen ein Ausbaubeitrag erhoben. Dieser dient in den meisten Fällen einer finanziellen Beteiligung der Grundstückseigentümer an einer Erneuerung einer bestehenden, aber stark sanierungsbedürftigen Straße. Auch für eine Erweiterung oder Verbesserung von Straßen oder Straßenteilen können Ausbaubeiträge erhoben werden.

## Rechtslage

### Deutschland
Für die Erschließung sind Beiträge an die Kommune oder an die Versorgungsträger zu entrichten. Dabei ist bei den Verkehrswegen zu unterscheiden zwischen einerseits dem Erschließungsbeitrag für die erstmalige endgültige Herstellung einer zum Anbau bestimmten Straße bzw. Erschließungsanlage (BauGB; Bundesrecht, Erschließungsbeiträge) sowie andererseits dem Erschließungsbeitrag für die dauerhafte Instandhaltung.
Der Geltungsbereich wird von der jeweiligen Gemeindesatzung bestimmt und können sein:
- Straßen und Plätze, die zum Anbau bestimmt sind (Anbaustraßen, innerorts)
- Straßen, die nicht zum Anbau, sondern dazu bestimmt sind, Anbaustraßen mit dem übrigen Straßennetz in der Gemeinde zu verbinden (Sammelstraßen)
- Wege, Parkflächen, Grünflächen und Kinderspielplätze
- Straßenbeleuchtung und Lärmschutzwände
- Historische Straßen im Außenbereich, die durch einen neuen Bebauungsplan zum Innenbereich erklärt werden.

Kein Geltungsbereich findet das Gesetz auf Grundstücke, die
- vor Einführung der jeweiligen Landesbauordnung (z. B. Württemberg 1872) bebaut wurden und im Innenbereich lagen. Stichwort Historische Straße
- vor Einführung des Bundesbaugesetz (1961) bereits durch eine Gemeindesatzung geregelt als eine zum Anbau bestimmte Straße erschlossen und nach dem damaligen Stand der Technik als endgültig betrachtet werden darf (z. B. fester Straßenbelag und Straßenentwässerung).[1] Stichwort Historische Straße
- Brücken-, Tunnel- und Unterführungen
- Ortsdurchfahrten von Bundes-, Landes- oder Kreisstraßen (Hauptstraßen). Historische Indizien für die Einstufung als Hauptstraße finden sich in alten Bauplänen, Gemeindebebauungsplänen, historischen Schriften (wie z. B.: Beschreibung Oberamt Tettnang 1838[2]) und ehemaliger Gesetze (z. B. Schildgerechtigkeit).

Für Reparaturen und Ausbauten wird in einigen Bundesländern ein Beitrag für die Verbesserung/den Ausbau einer bereits erstmals und endgültig hergestellten Erschließungsanlage (KAG; Landesrecht; Straßenausbaubeitrag). Dieser Beitrag gerät allerdings zunehmend in Kritik und wird zurzeit (Juni 2019) noch in 11 Bundesländern erhoben.
Neben den Verkehrswegen fallen im Rahmen der Erschließung regelmäßig Beiträge für leitungsgebundene Einrichtungen (Wasserversorgung, Abwasser) an. Hierbei ist zwischen dem Beitrag für die Neuerstellung der Anlage (Herstellungsbeitrag), dem Beitrag für die Verbesserung einer bestehenden Anlage (Verbesserungsbeitrag) und dem Beitrag für die Erneuerung einer bestehenden Anlage (Erneuerungsbeitrag; selten, bei sehr großer Verbesserung der Anlage) zu unterscheiden. Grundlage für die Beiträge zu leitungsgebundenen Einrichtungen sind Beitragskalkulationen und die Einbindung der Kalkulationsergebnisse in die Satzungen der Gemeinde.
Nach den §§ 127 ff. Baugesetzbuch (BauGB) werden Erschließungsbeiträge erhoben für den Erwerb und die Freilegung der Flächen, Herstellung der Erschließungsanlage einschließlich der Anlagen zu ihrer Entwässerung und Beleuchtung, beispielsweise Bau von Straßen und Wegen, Parkplätzen, Grünanlagen, Lärmschutzwällen etc.
Die Eigentümer tragen höchstens 90 % (Gemeindeanteil mind. 10 %, § 129 BauGB) der Kosten für die erstmalige, endgültige Herstellung dieser Anlagen. Die Kosten werden auf die erschlossenen Grundstücke verteilt, nach § 131 Abs. 2 BauGB können folgende Verteilungsmaßstäbe herangezogen werden:
1. die Art und das Maß der baulichen oder sonstigen Nutzung,
2. Grundstücksfläche (m²) oder
3. Grundstücksbreite (m) an der Erschließungsanlage

Der Verteilungsschlüssel wird durch Gemeindesatzung festgelegt.
Aus der Sicht des Eigentümers oder Käufers haben die Erschließungskosten einen erheblichen Anteil an den Grundstückskosten. Ein Notar sollte in der Verhandlung über einen Grundstückserwerb auf die Bedeutung der Erschließungskosten hinweisen. Obwohl eine Straße nach allem Augenschein fertiggestellt sein kann, werden von den Gemeinden teilweise noch Jahrzehnte später Erschließungskosten geltend gemacht. Dies resultiert in vielen Fällen daraus, dass die Beitragspflicht erst mit der Verlegung der „letzten Gehwegplatte“ entstehen kann, die Straße aus der Sicht des Bürgers aber schon lange äußerlich fertiggestellt erschien. Ebenso entsteht erstmalige Beitragspflicht für eine längst fertiggestellte Straße, wenn die Gemeinde mittels eines B-Planes Außenbereich zu Innenbereich erklärt.

#### Verteilungsmaßstab
Die Erschließungskosten werden auf alle erschlossenen Grundstücke verteilt (§ 131 Abs. 1 Satz 1 BauGB). Während früher die Grundstücksfront zur erschlossenen Straße als Verteilungsmaßstab diente, wird heute vorwiegend die Flächengröße der erschlossenen Grundstücke als Verteilungsmaßstab genommen. Weitere Faktoren können die Geschosszahl, die Anschlussleistung oder die Art der baulichen Nutzung sein.

#### Festsetzung
Der Erschließungsbeitrag wird durch Bescheid festgesetzt (§ 135 Abs. 1 Satz 1 BauGB). Hiergegen ist der Widerspruch möglich, sofern das Landesrecht das verwaltungsrechtliche Vorverfahren nicht abgeschafft hat (z. B. in Nordrhein-Westfalen). Die Verpflichtung zur Zahlung des Erschließungsbeitrages wird durch die Einlegung des Widerspruchs nicht suspendiert, da nach der Verwaltungsgerichtsordnung (VwGO) Widersprüche gegen Bescheide, die Anforderungen von öffentlichen Abgaben zum Gegenstand haben, keine aufschiebende Wirkung entfalten.
Die Verjährungsfrist ist in den einzelnen Bundesländern unterschiedlich geregelt, meist sind es 10 Jahre. Nach einer Entscheidung des Bundesverfassungsgerichts ist eine Regelung, wonach Erschließungsbeiträge nie verjähren, mit dem Grundgesetz unvereinbar (im dortigen Fall sollte ein Grundstückseigentümer 25 Jahre nach dem Bau der Straße zu einem Erschließungsbeitrag herangezogen werden).
Deshalb werden voraussichtlich im Sommer 2022 in Rheinland-Pfalz entsprechende Verjährungsklauseln in Kraft treten.
In NRW gab es ab Juni 2022 kurzzeitig eine entsprechende Verjährungsklausel. Diese wurde von der Landesregierung im März 2023 jedoch rückwirkend wieder zurückgenommen, sodass eine Verjährung derzeit in NRW nicht geregelt ist.

#### Kennzeichnungen ebf(rei) / ebp
Mit den Abkürzungen „ebf“/„ebfrei“ (erschließungsbeitragsfrei) und „ebp“ (erschließungsbeitragspflichtig) kennzeichnet man bei der Angabe eines Bodenwertes, ob dieser die Erschließungsbeiträge enthält oder nicht.

### Schweiz
Die Schweiz kennt ähnliche Erschließungsbeitragsregelungen wie Deutschland.

## Kritik
Während in vielen Gemeinden und Bundesländern die Beiträge des Bürgers zu den Erschließungskosten eines Grundstückes als eine gerechtfertigte Beteiligung an der Herstellung wie auch Unterhaltung von Erschließungsanlagen betrachtet werden, stehen diese Regelungen der kommunalen Abgabengesetze der verschiedenen Bundesländer massiv in der politischen Diskussion. Während die Abschaffung in Niedersachsen, Rheinland-Pfalz und Nordrhein-Westfalen noch diskutiert wird, haben Thüringen, Bayern, Sachsen-Anhalt und Brandenburg diese oder Teile davon bereits rückwirkend abgeschafft.
Kritisiert wird dabei dass
- der überwiegende Anteil von bis zu 95 % der Herstellungskosten nur durch den Grundstückseigner als ungerecht durch diesen empfunden wird,
- die Erschließungskostenbescheide seit den 70er mit der Rechnungsfußnote vorläufig erschlossen versendet werden,
- Erschließungsbeiträge aus Jahren bis ca. 1850 nacherhoben werden können,
- Bescheide zu Erschließungsbeiträgen zu ca. 30 % falsch berechnet und/oder gestellt wurden[8] und deshalb häufig vor Gerichten enden.